# Mesogobius nonultimus
Mesogobius nonultimus é uma espécie de peixe da família Gobiidae e da ordem Perciformes.

## Habitat
É um peixe de clima temperado e demersal que vive até 25 m de profundidade.

## Distribuição geográfica
É encontrado no Mar Cáspio.

## Observações
É inofensivo para os humanos.